# Эль-Хирмиль
Эль-Хирмиль, также Эль-Хермиль, Хермель  (араб. الهرمل‎) — город на северо-востоке Ливана, на территории провинции Бекаа. Административный центр района Эль-Хирмиль.

## География

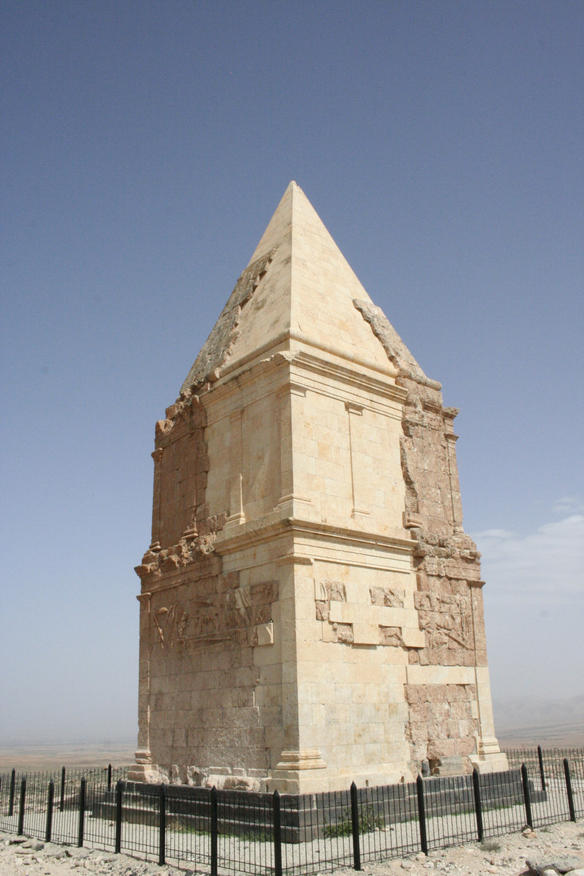
Пирамида, расположенная в окрестностях города

Город находится в северной части провинции, на территории одноимённой равнины, на левом берегу реки Оронт, на расстоянии приблизительно 73 километров к северо-востоку от города Захле, административного центра провинции и на расстоянии 95 километров к северо-востоку от столицы страны Бейрута. Абсолютная высота — 696 метров над уровнем моря.

## Население
По оценочным данным 2013 года численность населения города составляла 24 678 человек.

## Достопримечательности
В окрестностях города находится пирамида (en:Kamouh el Hermel), построенная в I или во II веках до н. э. Также поблизости от Хермеля расположен ряд памятников, относящихся к периоду пастушеского неолита.

## Гражданская война в Сирии
28 мая 2013 года город был обстрелян боевиками, дислоцировавшимися в тот период в сирийском городе Эль-Кусайр. На территории города разорвалось три ракеты, при этом ранения получили трое мирных жителей.